# Federazione cestistica della Romania
La Federația Română de Baschet (acronimo FRB) è l'ente che controlla e organizza la pallacanestro in Romania.
La federazione controlla inoltre la nazionale di pallacanestro della Romania. Ha sede ad Bucarest e l'attuale presidente è Carmen Tocala.
È stata fondata nel 1931 e dall'anno successivo affiliata alla FIBA. Organizza il campionato di pallacanestro romeno.